# 호프 다이아몬드

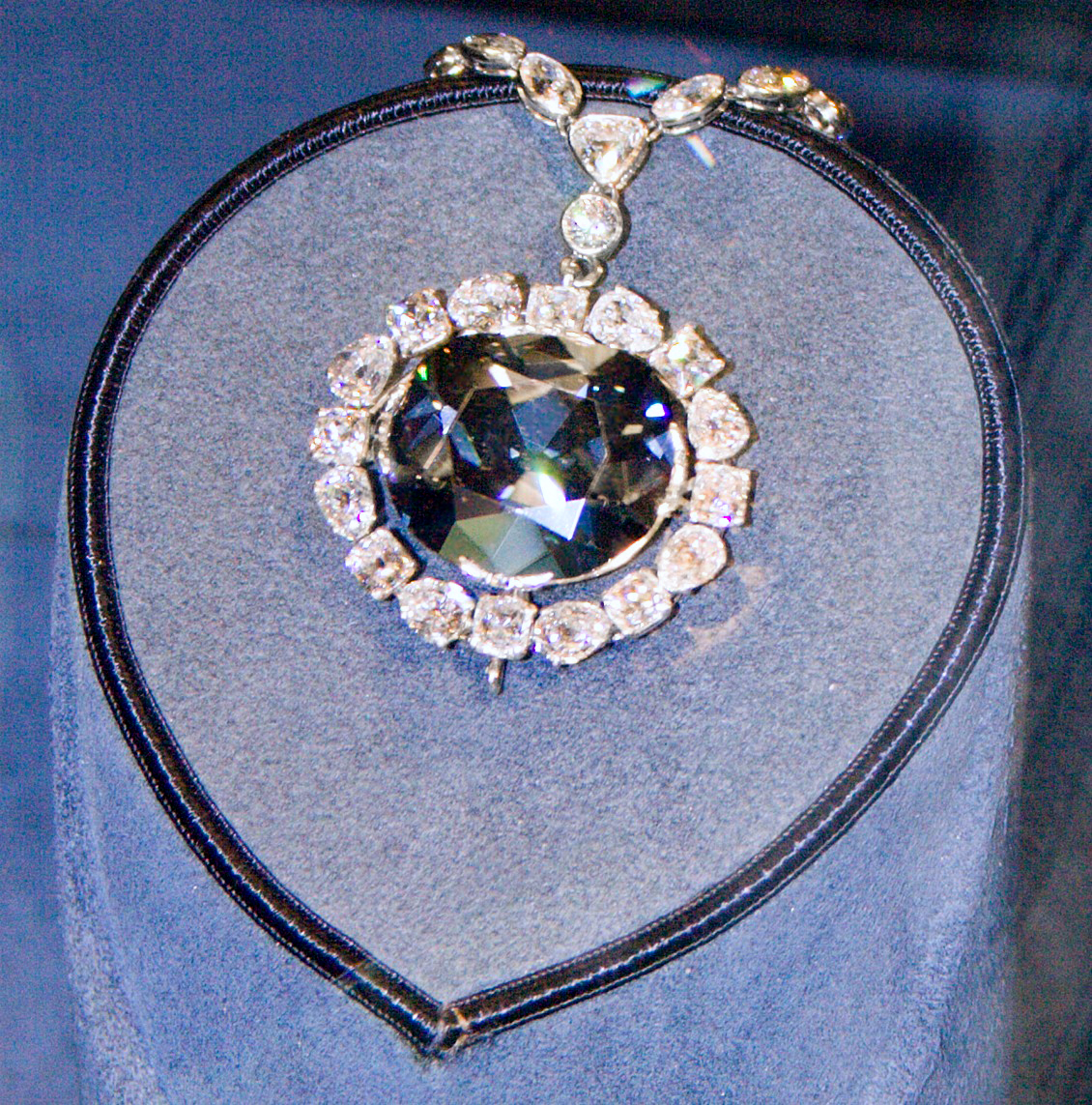
블루 호프

블루 호프(영어: Blue Hope)는 세계 4대 다이아몬드 중 하나로 지금은 미국 스미스소니언 박물관에 전시되어있다. 블루 호프는 옛날 인도에서 황무지를 경착하던 농부의 호미에 부딪혀 발견되었다고 한다. 그러나 이 다이아몬드는 피렌체 다이아몬드, 리전트, 상시 다이아몬드와 함께 주인을 해치는 저주의 다이아몬드로 알려져 있다.

## 역사
- 채광 후에 인도를 침입한 페르시아 군대가 빼앗아갔다.
- 다이아몬드를 빼앗은 인도 총독이 페르시아 왕에게 이것을 바쳤으나 총독은 도둑들에게 살해당하고 왕도 반란으로 인해 암살되었다.
- 500년 후에 한 힌두교 승려가 보석을 훔쳐 냈으나 발각되어 체포된 뒤 고문을 당해 죽었다.
- 17세기 인도에서 프랑스 보석상 장 밥티스트 타베르니에가 사 태양왕 루이 14세에게 팔았고 그 보답으로 루이 14세는 그에게 남작 작위를 내렸으나 아들이 도박 빚을 많이져서 파산함. 다시 다이아몬드를 구하기 위해 인도에 갔으나 들개때에게 잡아먹힘.
- 루이 14세 역시 천연두로 사망했다.
- 루이 14세 때 국무장관 니콜라 푸케가 무도회에 이 다이아몬드를 가지고 나갔다가 횡령죄로 체포되어 죽었다.
- 세 명의 프랑스 왕족이 이 다이아몬드 때문에 죽었다.
- 이 다이아몬드를 늘 지니고 다니던 랑바르 공주는 도둑들에게 살해당했다.
- 그 뒤를 이은 루이 16세와 왕비 마리 앙투아네트도 프랑스 대혁명 때 단두대의 이슬로 사라졌다.
- 프랑스 보석상 자크 셀로가 그 아름다움에 넋을 잃어 미쳐서 자살했다는 이야기도 있다.
- 러시아의 이반 카니토프스키 공은 파리의 애첩에게 주었다가 다른여자와 바람이 나서 애첩을 죽이고 다이아몬드를 빼앗은 후 해외도주를 함. 후에 이반 카니토프스키도 자살하게 됨.
- 어떤 네덜란드의 보석 세공업자가 현재와 같이 45.5 캐럿으로 깎았으나 아들이 이 보석을 훔쳐가자 자살했다.
- 1830년 경매장에 다시 모습을 드러내 아일랜드의 부유한 은행가 헨리 토마스 호프가 9만 달러에 사 '호프 다이아몬드'라 알려지게 되었다. 그러나 헨리 토마스 호프는 경마를 하다 떨어져 죽었고 부인과 정부도 1900년 파산했다.
- 1908년 오스만 제국의 황제 압둘 하미드 2세가 40만 달러에 사들여 아내 수비야에게 주었으나 나중에 아내를 찔려 죽였고 1년 후에 자신도 황제 자리에서 폐위되었다.
- 1911년 미국에서 대사업가 네드 맥린이 15만 4000달러를 주고 사들였으나 40년 후 아들 빈센트 맥린이 자동차에 치여 죽었고 맥린은 파산하여 정신병원에서 사망했으며, 딸은 1946년 약물과용으로 죽었고 아내는 마약 중독자가 되었다.
- 이후 해리 윈스턴만이 저주를 피했는데 그는 미국 스미스소니언 박물관에 돈을 주고 기증했다.

## 같이 보기
- 코이누르
- 피렌체 다이아몬드